# قلعه سید (کازرون)
قلعه سید (کازرون)، روستایی از توابع بخش مرکزی شهرستان کازرون در استان فارس ایران است.
مردم این روستا همانند روستا های اطراف هستند و به زبان محلی لری سخن می گویند

## توضیحات
در لغت‌نامه معروف دهخدا آمده است: 

قلعه سید. [ ق َل ع ه س َی ْ ی ِ ] (اِخ) دهی است از دهستان حومهٔ بخش مرکزی شهرستان کازرون، واقع در ۷ هزار گزی جنوب کازرون، خاورکوه مست یا قیله. موقعیت جغرافیایی آن دامنه و هوای آن گرمسیری و مالاریائی است. سکنهٔ آن ۷۷۱ تن، آب آن از قنات و محصول آن غلات و صیفی‌جات و شغل اهالی زراعت است. راه مالرو دارد.

به نظر می رسد  این روستا، در ابتدا قلعه یا دژی بوده که بین راه شیراز - بوشهر ساخته شده است .
آثاری  از این راه هنوز در کوه های قلعه سید باقی است که مردم روستا به آن «راه گچی» می گویند. احتمالا این راه تا زمان ساخت راه معروف شاهی رونق داشته است. 
بافت قدیمی‌تر  روستا به «سرآسیو» نزدیک‌تر است و هنوز آثار دیوارهای خشتی در آن وجود دارد. محل دیگری که گودال بزرگی در آن وجود داشت که سابقأ مردم برای ساخت خانه و ایجاد خشت از آن خاک برداری مینمودند که اکنون این گودال پر شده و به صورت میدان و پارک تبدیل شده‌است .  امکانات اندک روستا اغلب بدلیل دسترسی بهتر در بخش ورودی روستا واقع شده، ازجمله یکی از دو  نانوایی آن مسجد جامع پست بانک و مغازه ها . حسینیه ثارالله که محل برگزاری مراسم سنتی و پرمخاطب تعذیه خوانی است در بخش غربی روستا نزدیک به جاده منتهی به امامزاده میرعماد الدین (میرحمال) واقع می‌باشد.

## جمعیت
این روستا در دهستان دریس قرار دارد و بر اساس سرشماری مرکز آمار ایران در سال ۱۳۹۵، جمعیت آن ۲۱۸۵ نفر (۵۸۵ خانوار) بوده‌ است.

## شغل
شغل اکثر مردم این روستا کشاورزی و دامداری است همچنین ورزش مورد علاقه جوانان فوتبال است. 